# Paule Malardot
Pour les articles homonymes, voir Malardot.
Paule Malardot, née Joséphine Léontine Paule Gilberte Malardot le 7 octobre 1898 à Dijon et morte le 26 février 1989 à Marly-le-Roi, est une journaliste et une écrivaine française, lauréate du prix des Deux Magots en 1946.

## Biographie
Paule Malardot est journaliste dans les magazines féminins d'avant-guerre puis au quotidien L'Aurore à partir de 1946. Elle réalise également des traductions de contes et de romans (notamment de l'italien).
Elle a été l'épouse du journaliste et écrivain Marcel Sauvage qu'elle épouse à Nice le jour de ses 78 ans.

## Œuvre
- 1946 : L'Amour aux deux visages, éditions SPLE – Prix des Deux Magots
- 1955 : La Maison, vie domestique, éditions Clartés
- 1978 : L'Orgueil des Kennelly, éditions Mondiales